# Campionato mineiro 2023
Il campionato mineiro 2023 - Módulo I (ufficialmente Campeonato Mineiro Sicoob 2023 - Módulo I per ragioni di sponsorizzazione) è stata la 109ª edizione del campionato mineiro, disputata fra il 21 gennaio e il 9 aprile 2023 e conclusa con la vittoria dell'Atlético Mineiro.
Capocannoniere del torneo è stato Hulk con 11 reti.

## Stagione

### Novità
Al termine della stagione 2022 sono retrocesse nel Módulo II Uberlândia e URT. Dalla seconda divisione, invece, sono salite Democrata-SL e Ipatinga.
A differenza delle edizioni precedenti viene adottato un formato completamente diverso per la prima fase, che anziché un tabellone unico vedrà la presenza di tre gironi che stabiliranno le squadre che accederanno alla fase finale ed al Troféu Inconfidência. Viene inoltre introdotto il "Triangular do Rebaixamento", un mini-girone fra le tre squadre con il peggior punteggio per stabilire le due che verranno retrocesse. La finale inoltre torna ad essere disputate in doppio incontro a differenza dell'edizione precedente.

### Formato
Le dodici squadre si affrontano dapprima in una prima fase, consistente in tre gironi da quattro squadre ciascuno con incontri di andata e ritorno. Le prime classificate di ciascun girone più la miglior seconda accederanno alla seconda fase che decreterà la vincitrice del campionato. Le successive quattro squadre con il miglior punteggio prenderanno parte al Troféu Inconfidência. Le tre squadre con meno punti disputeranno un triangolare con incontri di andata e ritorno per decretare le due retrocesse nel Módulo II.
La prime tre classificate, potranno partecipare alla Série D 2024. I primi quattro posti garantiscono anche un posto nella Coppa del Brasile; nel caso lo stato di Minas Gerais avesse diritto a un quinto posto, questo verrà occupato dalla vincitrice del Troféu Inconfidência.
Nel caso le prime tre classificate siano già qualificate alla Série D o alle serie superiori, l'accesso alla quarta serie andrà a scalare.
Il titolo di Campeao do Interior verrà assegnato al club meglio piazzato nel corso della competizione ad esclusione dei tre club di Belo Horizonte, ovvero América-MG, Atlético Mineiro e Cruzeiro. Nel caso in cui due club dovessero raggiungere lo stesso risultato (venendo entrambi eliminati nella semifinale della seconda fase), vi sarà uno spareggio per decretare il vincitore.

## Squadre partecipanti
| Club             | Città                | Stadio                                  | Stagione precedente    |
| ---------------- | -------------------- | --------------------------------------- | ---------------------- |
| América-MG       | Belo Horizonte       | Stadio Raimundo Sampaio                 | 5º posto               |
| Athletic         | Sao Joao del-Rei     | Stadio Joaquim Portugal                 | 1º posto               |
| Atlético Mineiro | Belo Horizonte       | Stadio Mineirão                         | 3º posto               |
| Caldense         | Poços de Caldas      | Stadio Doutor Ronaldo Junqueira         | 4º posto               |
| Cruzeiro         | Belo Horizonte       | Stadio Mineirão                         | 2º posto               |
| Democrata-GV     | Governador Valadares | Stadio José Mammoud Abbas               | 7º posto               |
| Democrata-SL     | Sete Lagoas          | Joaquim Henrique Nogueira               | 1º posto nel Módulo II |
| Ipatinga         | Ipatinga             | Municipal João Lamego Netto             | 2º posto nel Módulo II |
| Patrocinense     | Patrocínio           | Stadio Pedro Alves do Nascimento        | 9º posto               |
| Pouso Alegre     | Pouso Alegre         | Stadio Municipal Irmão Gino Maria Rossi | 10º posto              |
| Tombense         | Tombos               | Stadio Antônio Guimarães de Almeida     | 8º posto               |
| Villa Nova       | Nova Lima            | Stadio Municipal Castor Cifuentes       | 6º posto               |

## Prima fase

### Gruppo A
| Pos. | Squadra          | Pt | G | V | N | P | GF | GS | DG  |
| ---- | ---------------- | -- | - | - | - | - | -- | -- | --- |
| 1    | Atlético Mineiro | 20 | 8 | 6 | 2 | 0 | 15 | 5  | +10 |
| 2    | Athletic         | 15 | 8 | 4 | 3 | 1 | 13 | 8  | +5  |
| 3    | Villa Nova       | 10 | 8 | 3 | 1 | 4 | 8  | 14 | -6  |
| 4    | Pouso Alegre     | 10 | 8 | 2 | 4 | 2 | 7  | 10 | -3  |

Legenda:
     Ammessa alla seconda fase.
     Ammessa al Troféu Inconfidência.
     Ammessa al Triangular do Rebaixamento
Regolamento:
Tre punti a vittoria, uno a pareggio, zero a sconfitta.

### Gruppo B
| Pos. | Squadra          | Pt | G | V | N | P | GF | GS | DG |
| ---- | ---------------- | -- | - | - | - | - | -- | -- | -- |
| 1    | Atlético Mineiro | 18 | 8 | 5 | 3 | 0 | 15 | 6  | +9 |
| 2    | Caldense         | 5  | 8 | 1 | 2 | 5 | 9  | 15 | -6 |
| 3    | Patrocinense     | 4  | 8 | 1 | 1 | 6 | 8  | 13 | -5 |
| 4    | Democrata-SL     | 4  | 8 | 0 | 4 | 4 | 6  | 12 | -6 |

Legenda:
     Ammessa alla seconda fase.
     Ammessa al Troféu Inconfidência.
     Ammessa al Triangular do Rebaixamento
Regolamento:
Tre punti a vittoria, uno a pareggio, zero a sconfitta.

### Gruppo C
| Pos. | Squadra      | Pt | G | V | N | P | GF | GS | DG |
| ---- | ------------ | -- | - | - | - | - | -- | -- | -- |
| 1    | Cruzeiro     | 12 | 8 | 3 | 3 | 2 | 11 | 7  | +4 |
| 2    | Tombense     | 11 | 8 | 3 | 2 | 3 | 14 | 12 | +2 |
| 3    | Democrata-GV | 10 | 8 | 2 | 4 | 2 | 8  | 10 | -2 |
| 4    | Ipatinga     | 9  | 8 | 2 | 3 | 3 | 9  | 11 | -2 |

Legenda:
     Ammessa alla seconda fase.
     Ammessa al Troféu Inconfidência.
     Ammessa al Triangular do Rebaixamento
Regolamento:
Tre punti a vittoria, uno a pareggio, zero a sconfitta.

### Tabellone
Ogni riga indica i risultati casalinghi della squadra segnata a inizio della riga, contro le squadre segnate colonna per colonna (che invece avranno giocato l'incontro in trasferta). Al contrario, leggendo la colonna di una squadra si avranno i risultati ottenuti dalla stessa in trasferta, contro le squadre segnate in ogni riga, che invece avranno giocato l'incontro in casa.
|                  | AMM     | ATH     | ATM     | CAL     | CRU     | DGV     | DSL     | IPA     | PAT     | POU     | TOM     | VIL     |
| ---------------- | ------- | ------- | ------- | ------- | ------- | ------- | ------- | ------- | ------- | ------- | ------- | ------- |
| América Mineiro  | –––– \| |         |         |         | 1-0     | 2-1     |         |         |         |         | 3-1     | 2-1     |
| Athletic Club    | 1-1     | –––– \| |         | 3-2     |         |         |         | 2-0     |         |         | 3-1     |         |
| Atlético Mineiro | 1-1     |         | –––– \| | 2-1     |         |         | 3-0     |         | 2-1     |         |         |         |
| Caldense         |         |         |         | –––– \| | 1-2     | 2-2     |         | 0-1     |         |         |         | 2-1     |
| Cruzeiro         |         | 1-1     | 1-1     |         | –––– \| |         | 1-1     |         |         | 0-1     |         |         |
| Democrata (GV)   |         | 1-1     | 0-3     |         |         | –––– \| | 1-0     |         |         | 1-0     |         |         |
| Democrata (SL)   |         | 1-2     |         |         |         |         | –––– \| | 2-2     |         | 0-0     |         | 0-1     |
| Ipatinga         | 1-1     |         | 0-1     |         |         |         |         | –––– \| | 2-1     | 1-1     |         |         |
| CA Patrocinense  |         | 1-0     |         |         | 1-2     | 1-1     |         |         | –––– \| |         | 1-2     |         |
| Pouso Alegre     | 0-4     |         |         | 1-1     |         |         |         |         | 3-2     | –––– \| | 1-1     |         |
| Tombense         |         |         | 1-2     | 3-0     |         |         | 2-2     |         |         |         | –––– \| | 3-0     |
| Villa Nova       |         |         |         |         | 0-4     | 1-1     |         | 3-2     | 1-0     |         |         | –––– \| |

Legenda:
     Vittoria della squadra in casa.
     Vittoria della squadra in trasferta.
     Pareggio.
Note:
In grassetto i clássicos.

## Seconda fase

### Tabellone
|  | Semifinali | Semifinali       | Semifinali | Semifinali | Semifinali |  |  | Finale | Finale           | Finale | Finale | Finale |  |
|  |            |                  |            |            |            |  |  |        |                  |        |        |        |  |
|  | A1         | Atlético Mineiro | 0          | 1          | 1          |  |  |        |                  |        |        |        |  |
|  | A2         | Athletic         | 1          | 0          | 1          |  |  | A1     | Atlético Mineiro | 3      | 2      | 5      |  |
|  | B1         | América-MG       | 2          | 2          | 4          |  |  | B1     | América-MG       | 2      | 0      | 2      |  |
|  | C1         | Cruzeiro         | 0          | 1          | 1          |  |  |        |                  |        |        |        |  |

### Semifinali
| Squadra 1        | Totale | Squadra 2 | Andata | Ritorno |
| ---------------- | ------ | --------- | ------ | ------- |
| Atlético Mineiro | 1 - 1  | Athletic  | 0 - 1  | 1 - 0   |
| América-MG       | 4 - 1  | Cruzeiro  | 2 - 0  | 2 - 1   |

#### Andata
| Arbitro: | Paulo César Zanovelli |

|  |           |                         |
|  | Marcatori | 24’ Aloísio 61’ Juninho |

| Arbitro: | Ronei Candido Alves |

|                       |           |  |
| Jonathan 45+5’ (rig.) | Marcatori |  |

#### Ritorno
| Arbitro: | Felipe Fernandes de Lima |

|          |           |  |
| Hulk 53’ | Marcatori |  |

| Arbitro: | Ricardo Marques Ribeiro |

|                     |           |              |
| Aloísio 33’ Alê 89’ | Marcatori | 76’ Oliveira |

### Finale
| Squadra 1        | Totale | Squadra 2  | Andata | Ritorno |
| ---------------- | ------ | ---------- | ------ | ------- |
| Atlético Mineiro | 5 - 2  | América-MG | 3 - 2  | 2 - 0   |

#### Andata
| Arbitro: | Paulo César Zanovelli |

|                    |           |                                |
| Benítez 45+2’, 51’ | Marcatori | 1’ Pavón 33’ Hyoran 90+7’ Hulk |

| America Mineiro | Atletico Mineiro |

##### Formazioni
| Atlético Mineiro (4-3-3) |    |                     |     |     |
|                          |    |                     |     |     |
| P                        | 1  | Matheus Cavichioli  |     |     |
| D                        | 15 | Arthur              |     | 73’ |
| D                        | 14 | Ricardo Silva       |     |     |
| D                        | 3  | Iago Maidana        |     |     |
| D                        | 20 | Nicolas Vichiatto   |     | 45’ |
| C                        | 16 | Alê                 |     |     |
| C                        | 8  | Juninho             |     |     |
| C                        | 10 | Martín Benítez      | 30’ | 68’ |
| A                        | 21 | Aloísio             |     | 57’ |
| A                        | 11 | Felipe Azevedo      |     |     |
| A                        | 7  | Matheusinho         |     | 45’ |
| Sostituzioni:            |    |                     |     |     |
| P                        | 24 | Mateus Pasinato     |     |     |
| D                        | 2  | Nino Paraíba        |     | 73’ |
| D                        | 4  | Éder                |     |     |
| D                        | 6  | Marlon              | 53’ | 45’ |
| D                        | 22 | Danilo Avelar       |     | 57’ |
| A                        | 17 | Everaldo            |     | 45’ |
| A                        | 25 | Mikael              |     | 68’ |
| C                        | 5  | Lucas Kal           |     |     |
| C                        | 18 | Emmanuel Martínez   |     |     |
| A                        | 9  | Wellington Paulista |     |     |
| A                        | 19 | Henrique Almeida    |     |     |
| A                        | 26 | Adyson              |     |     |
| Allenatore:              |    |                     |     |     |
| Vágner Mancini           |    |                     |     |     |

| Cruzeiro (4-3-3) |    |                |     |     |
|                  |    |                |     |     |
| P                | 22 | Éverson        |     |     |
| D                | 25 | Mariano        |     | 66’ |
| D                | 20 | Mauricio Lemos |     | 40’ |
| D                | 34 | Jemerson       |     |     |
| D                | 44 | Rubens         |     | 80’ |
| C                | 5  | Otávio         |     |     |
| C                | 20 | Hyoran         |     |     |
| C                | 15 | Matías Zaracho | 58’ | 66’ |
| A                | 10 | Paulinho       |     |     |
| A                | 9  | Cristian Pavón |     | 45’ |
| A                | 7  | Hulk           | 74’ |     |
| Sostituzioni:    |    |                |     |     |
| P                | 31 | Matheus Mendes |     |     |
| D                | 4  | Réver          |     |     |
| D                | 6  | Dodô           |     |     |
| D                | 26 | Renzo Saravia  |     |     |
| D                | 40 | Nathan Silva   |     |     |
| C                | 8  | Edenílson      |     | 45’ |
| C                | 17 | Igor Gomes     |     | 80’ |
| C                | 38 | Pedrinho       |     | 66’ |
| C                | 49 | Patrick        | 50’ | 40’ |
| A                | 11 | Eduardo Vargas |     | 66’ |
| A                | 41 | Isaac          |     |     |
| A                | 42 | Cadu           |     |     |
| Allenatore:      |    |                |     |     |
| Eduardo Coudet   |    |                |     |     |

#### Ritorno
| Arbitro: | Flavio Rodrigues de Souza |

|                      |           |  |
| Hulk 26’ (rig.), 71’ | Marcatori |  |

| Atletico Mineiro | America Mineiro |

##### Formazioni
| Atlético Mineiro (4-3-3) |    |                   |         |     |
|                          |    |                   |         |     |
| P                        | 22 | Éverson           | 28’     |     |
| D                        | 25 | Mariano           | 86’     |     |
| D                        | 20 | Mauricio Lemos    |         |     |
| D                        | 34 | Jemerson          |         |     |
| D                        | 44 | Rubens            |         |     |
| C                        | 5  | Otávio            | 8’, 48’ |     |
| C                        | 17 | Igor Gomes        |         | 50’ |
| C                        | 15 | Matías Zaracho    |         |     |
| A                        | 10 | Paulinho          |         | 66’ |
| A                        | 9  | Cristian Pavón    |         | 62’ |
| A                        | 7  | Hulk              | 34’     |     |
| Sostituzioni:            |    |                   |         |     |
| P                        | 31 | Matheus Mendes    |         |     |
| D                        | 3  | Bruno Fuchs       |         |     |
| D                        | 4  | Réver             |         |     |
| D                        | 6  | Dodô              |         |     |
| D                        | 26 | Renzo Saravia     |         |     |
| D                        | 40 | Nathan Silva      |         |     |
| C                        | 8  | Edenílson         |         | 66’ |
| C                        | 21 | Rodrigo Battaglia |         | 50’ |
| C                        | 38 | Pedrinho          |         |     |
| C                        | 49 | Patrick           |         | 62’ |
| A                        | 41 | Isaac             |         |     |
| A                        | 42 | Cadu              |         |     |
| Allenatore:              |    |                   |         |     |
| Eduardo Coudet           |    |                   |         |     |

| Cruzeiro (5-3-2) |                |                     |     |     |
|                  |                |                     |     |     |
| P                | 1              | Matheus Cavichioli  |     |     |
| D                | 15             | Arthur              | 24’ | 45’ |
| D                | 14             | Ricardo Silva       |     |     |
| D                | 3              | Iago Maidana        |     |     |
| D                | 4              | Éder                |     | 45’ |
| D                | 20             | Nicolas Vichiatto   |     | 55’ |
| C                | 16             | Alê                 |     |     |
| C                | 8              | Juninho             | 85’ |     |
| C                | 18             | Emmanuel Martínez   |     |     |
| A                | 11             | Felipe Azevedo      |     | 45’ |
| A                | 17             | Gonzalo Mastriani   |     | 70’ |
| Sostituzioni:    |                |                     |     |     |
| P                | 24             | Mateus Pasinato     |     |     |
| D                | 2              | Nino Paraíba        |     | 45’ |
| D                | 13             | Wanderson           |     |     |
| D                | 22             | Danilo Avelar       |     |     |
| A                | 10             | Everaldo            | 89’ | 45’ |
| A                | 25             | Mikael              |     |     |
| C                | 5              | Lucas Kal           |     |     |
| C                | 23             | Dadá Belmonte       |     |     |
| A                | 7              | Matheusinho         |     | 45’ |
| A                | 9              | Wellington Paulista |     | 55’ |
| A                | 19             | Henrique Almeida    |     | 70’ |
| A                | 26             | Adyson              |     |     |
| Allenatore:      |                |                     |     |     |
| Vágner Mancini   | Vágner Mancini | Vágner Mancini      | 85’ |     |

## Triangular do Rebaixamento
Caldense, Democrata-SL e Patrocinense, le tre squadre che hanno ottenuto il peggior risultato al termine della prima fase, si sono affrontate in un girone all'italiana per decretare le due retrocesse.
Il Patrocinense ha vinto il mini-torneo garantendosi la permanenza nel Módulo I e decretando al contempo la retrocessione delle altre due squadre. Inoltre la partita finale fra Patrocinense e Democrata è stata annullata di comune accordo fra le due squadre, essendo la classifica già congelata con il Patrocinense sicuro del primo posto.
| Pos. | Squadra      | Pt | G | V | N | P | GF | GS | DG |
| ---- | ------------ | -- | - | - | - | - | -- | -- | -- |
| 1    | Patrocinense | 7  | 3 | 2 | 1 | 0 | 4  | 1  | +3 |
| 2    | Caldense     | 4  | 3 | 1 | 1 | 2 | 3  | 3  | 0  |
| 3    | Democrata-SL | 3  | 3 | 1 | 0 | 2 | 1  | 4  | -3 |

|                 | PAT     | CAL     | DSL     |
| --------------- | ------- | ------- | ------- |
| CA Patrocinense | –––– \| | 1-0     | 2-0     |
| Caldense        | 1-1     | –––– \| | 2-0     |
| Democrata (SL)  | Canc.   | 1-0     | –––– \| |

Legenda:
     Retrocesso nal Módulo II 2024
Regolamento:
Tre punti a vittoria, uno a pareggio, zero a sconfitta.

## Troféu Inconfidência
Il Troféu Inconfidência è stato vinto dal Tombense dopo aver superato il Villa Nova in finale con il punteggio complessivo di 5-3.
|  | Semifinali | Semifinali   | Semifinali | Semifinali | Semifinali |  |  | Finale | Finale     | Finale | Finale | Finale |  |
|  |            |              |            |            |            |  |  |        |            |        |        |        |  |
|  | 5          | Tombense     | 2          | 0          | 2          |  |  |        |            |        |        |        |  |
|  | 8          | Pouso Alegre | 2          | 0          | 2          |  |  | 5      | Tombense   | 3      | 2      | 5      |  |
|  | 6          | Villa Nova   | 2          | 2          | 4          |  |  | 6      | Villa Nova | 2      | 1      | 3      |  |
|  | 7          | Democrata-GV | 0          | 0          | 0          |  |  |        |            |        |        |        |  |

## Troféu do Interior
Il Troféu do Interior è stato assegnato all'Athletic, unico club non di Belo Horizonte qualificato per la fase finale del campionato.

## Classifica finale
|                         | Pos. | Squadra          | Pt | G  | V | N | P | GF | GS | DR  |
| ----------------------- | ---- | ---------------- | -- | -- | - | - | - | -- | -- | --- |
| Minas Gerais (bandiera) | 1    | Atlético Mineiro | 29 | 12 | 9 | 2 | 1 | 21 | 8  | +13 |
|                         | 2    | América-MG       | 24 | 12 | 7 | 3 | 2 | 21 | 12 | +9  |
|                         | 3    | Athletic         | 18 | 10 | 5 | 3 | 2 | 14 | 9  | +5  |
|                         | 4    | Cruzeiro         | 12 | 10 | 3 | 3 | 4 | 12 | 11 | +1  |
|                         | 5    | Tombense         | 19 | 12 | 5 | 4 | 3 | 21 | 17 | +4  |
|                         | 6    | Villa Nova       | 16 | 12 | 5 | 1 | 6 | 15 | 19 | -4  |
|                         | 7    | Pouso Alegre     | 11 | 10 | 2 | 6 | 2 | 9  | 12 | -3  |
|                         | 8    | Democrata-GV     | 10 | 10 | 2 | 4 | 4 | 8  | 14 | -6  |
|                         | 9    | Ipatinga         | 9  | 8  | 2 | 3 | 3 | 9  | 11 | -2  |
|                         | 10   | Patrocinense     | 11 | 11 | 3 | 2 | 6 | 12 | 14 | -2  |
| Retrocesso              | 11   | Caldense         | 9  | 12 | 2 | 3 | 7 | 12 | 18 | -6  |
| Retrocesso              | 12   | Democrata-SL     | 7  | 11 | 1 | 4 | 6 | 7  | 16 | -9  |

Legenda:
     Vincitore del campionato mineiro
     Finalista
     Eliminato nelle semifinali
     Vincitore del Troféu Inconfidência
     Finalista del Troféu Inconfidência
     Semifinalista del Troféu Inconfidência
     Vincitore del Triangular do Rebaixamento
     Retrocesso nel Módulo II 2024
Regolamento:
Tre punti a vittoria, uno a pareggio, zero a sconfitta.

## Statistiche

### Classifica marcatori
| Gol |  |  | Giocatore           | Squadra          |
| --- |  |  | ------------------- | ---------------- |
| 11  |  |  | Hulk                | Atlético Mineiro |
| 10  |  |  | Daniel Amorim       | Tombense         |
| 5   |  |  | Neto Costa          | CA Patrocinense  |
| 4   |  |  | Wellington Paulista | América Mineiro  |
| 4   |  |  | Aloísio             | América Mineiro  |
| 4   |  |  | Bruno Rodrigues     | Cruzeiro         |
| 4   |  |  | Luan                | Athletic Club    |
| 4   |  |  | Dodozinho           | Villa Nova       |
| 3   |  |  | Jonathan            | Athletic Club    |
| 3   |  |  | Brandão             | Democrata (GV)   |
| 3   |  |  | Gilberto            | Cruzeiro         |
| 3   |  |  | Martín Benítez      | América Mineiro  |
| 3   |  |  | Welinton Torrão     | Athletic Club    |
| 3   |  |  | Patrick Marcelino   | Caldense         |
| 3   |  |  | Léo Santos          | CA Patrocinense  |
| 3   |  |  | Mayco Félix         | Caldense         |

### Squadra della stagione
La squadra della stagione è stata selezionata al termine del torneo.
| Ruolo | Naz.                 | Giocatore         | Squadra          |
| ----- | -------------------- | ----------------- | ---------------- |
| P     | Brasile (bandiera)   | Éverson           | Atlético Mineiro |
| TD    | Brasile (bandiera)   | Arthur            | América-MG       |
| D     | Brasile (bandiera)   | Jemerson          | Atlético Mineiro |
| D     | Brasile (bandiera)   | Ricardo Silva     | América-MG       |
| TS    | Brasile (bandiera)   | Nicolas Vichiatto | América-MG       |
| C     | Brasile (bandiera)   | Juninho           | América-MG       |
| C     | Brasile (bandiera)   | Allan             | Atlético Mineiro |
| C     | Argentina (bandiera) | Benítez           | América-MG       |
| A     | Brasile (bandiera)   | Paulinho          | Atlético Mineiro |
| A     | Brasile (bandiera)   | Daniel Amorim     | Tombense         |
| A     | Brasile (bandiera)   | Hulk              | Atlético Mineiro |

Allenatore
 Eduardo Coudet (América-MG)
Giocatore del torneo
 Hulk (Atlético Mineiro)